# Seaca de Pădure (gmina)
Seaca de Pădure – gmina w Rumunii, w okręgu Dolj. Obejmuje miejscowości Răchita de Sus, Seaca de Pădure i Veleni. W 2011 roku liczyła 1042 mieszkańców.